# Universidad Autónoma de Santo Domingo
La Universidad Autónoma de Santo Domingo (UASD) es una universidad pública de educación superior en la República Dominicana. Es considerada la primera universidad fundada en América, al haber sido establecida mediante bula papal del papa Paulo III el 28 de octubre de 1538. La universidad fue erigida mediante la bula In Apostolatus Culmine del papa Paulo III en 1538 y reconocida oficialmente por la Corona española a través de una Real Provisión emitida el 23 de febrero de 1558.
La universidad tuvo su origen en la Ciudad Colonial de Santo Domingo, declarada Patrimonio de la Humanidad por la UNESCO por albergar instituciones y monumentos emblemáticos de la época colonial, entre ellos el Convento de los Dominicos, sede original de la universidad, donde funcionó durante siglos en condiciones limitadas. Posteriormente, en el siglo XX, pasó a operar en la Casa del Sacramento —actual sede del Arzobispado de Santo Domingo—, donde continuó sus labores hasta 1947. En ese entonces, el espacio era reducido y el acceso restringido, siendo la universidad la única opción para la profesionalización de los bachilleres dominicanos.
Este modelo cambió radicalmente con la creación de la Ciudad Universitaria, inaugurada el 17 de agosto de 1947, un hecho que el exrector Roberto Reyna consideró un punto de inflexión en la historia de la educación superior dominicana. Impulsada bajo el rectorado de Julio Ortega Frier, esta nueva sede fue diseñada para acoger hasta 5,000 estudiantes, en aquel  momento.
El complejo incluyó edificios modernos para las facultades de Filosofía, Derecho, Medicina, Odontología, Farmacia y Ciencias Exactas, así como espacios simbólicos como la Biblioteca Central y el monumento Alma Máter. Su construcción fue financiada con fondos públicos asignados por el Congreso Nacional a partir de 1943, iniciándose las obras en febrero de 1944 con un presupuesto estimado en RD$5,000,000.00

## Historia
Tras la fundación de la ciudad de Santo Domingo el 5 de agosto de 1496, comenzaron a establecerse en ella diversas órdenes religiosas que diseñaron y construyeron sus conventos e instituciones. En el mes de septiembre de 1510 llegaron a la isla La Española los primeros frailes dominicos, entre ellos Fray Pedro de Córdoba, Fray Antón de Montesinos y Fray Bernardo de Santo Domingo, provenientes de los conventos de Salamanca y Ávila, en España. En mayo de 1511 se sumaron seis religiosos más, conformando así el primer grupo que daría origen a la primera comunidad dominica de las Indias (América), con un total de 15 frailes.
Entre los muchos conventos fundados por los dominicos en la isla, el Convento de los Dominicos, en la ciudad capital del mismo nombre, fue el núcleo más importante y se transformó pronto en un Studium Generale, es decir, en un centro de enseñanza con vocación universitaria. A partir de 1518, adoptó una estructura interna similar a la de los Studia Generalia europeos, especialmente en lo relativo a la enseñanza de teología, filosofía y artes liberales. Su prestigio y nivel académico llevaron a la Orden a solicitar al papa su elevación formal al rango de universidad.
Esta petición fue atendida por el papa Paulo III, quien mediante la bula In Apostolatus Culmine, fechada en Roma el 28 de octubre de 1538, erigió oficialmente una universidad en la ciudad de Santo Domingo. Fue establecida jurídicamente como una “Universitas Doctorum, Magistrorum et Scholarium” (Universidad de Doctores, Maestros y Escolares), a semejanza de la Universidad de Alcalá de Henares, dotándola de los mismos privilegios y competencias académicas.
Este acto pontificio, jurídicamente válido según el derecho canónico y el sistema universitario europeo del siglo XVI, convirtió al Estudio General de Santo Domingo en la primera universidad del Nuevo Mundo.
Con el objetivo de mantener un mayor control sobre sus territorios americanos, la Corona española instauró al año siguiente, en 1539, una disposición fundamental para los asuntos eclesiásticos en sus dominios: el pase regio (regium exequatur), que exigía que todo documento pontificio tuviera el aval de la Corona para poder ser ejecutado en los territorios bajo su jurisdicción. Aunque esta medida no afectó de inmediato el funcionamiento de la universidad, posteriormente, a través del Consejo de Indias, establecido en la misma ciudad, se solicitó su validación oficial.
Esta fue concedida por el rey Felipe II, quien otorgó en 1558 una Real Provisión que confería validez a la universidad dentro del marco del derecho regio. A partir de este acto, la institución comenzó a ser titulada formalmente como la “Real y Pontificia Universidad”.
La Universidad de Santo Tomás de Aquino fue fundada con el objetivo principal de consolidar la labor evangelizadora y educativa de la Orden de Predicadores (dominicos) en el Nuevo Mundo. Inspirada en el modelo de la Universidad de Alcalá de Henares, su propósito era formar a frailes, sacerdotes y clérigos seculares en teología, artes liberales, derecho y otras disciplinas, necesarias para sostener la misión cristiana y administrativa de la Corona en las Indias. La bula In Apostolatus Culmine, emitida por el papa Paulo III en 1538, justificaba su creación en los logros evangelizadores de los dominicos en la isla Española, quienes habían convertido y catequizado a numerosos habitantes. Además de su función religiosa, la universidad buscaba proporcionar formación académica superior a los hijos de colonos y criollos de las elites, jóvenes de familias blancas acomodadas con aspiraciones a cargos civiles o eclesiásticos, eventualmente, algunos mestizos con recursos o protegidos por órdenes religiosas. También tenía el objetivo de contribuir a la administración colonial mediante la preparación de juristas y funcionarios, y servir como un centro de irradiación cultural en el Caribe hispano. En este sentido, fue también un instrumento de consolidación política y civilizadora del Imperio español en América.
Como resultado de la ocupación haitiana iniciada en 1801, la Universidad de Santo Tomás de Aquino suspendió sus funciones. La salida de los frailes dominicos, quienes habían administrado la institución desde sus orígenes, dejó al centro sin su cuerpo docente y sin la infraestructura eclesiástica que lo sustentaba. Este cierre marcó el fin de una etapa confesional en la historia de la universidad, en un contexto de profundas transformaciones políticas y sociales en la isla.
La reapertura de la universidad ocurrió en 1815, cuando Santo Domingo volvió brevemente a la soberanía española, en el marco del período conocido como la "España Boba". En esta nueva etapa, la universidad adoptó un carácter laico y pasó a depender directamente del Estado, rompiendo con su gestión clerical tradicional. Entre 1815 y 1821, la institución estuvo dirigida por el destacado intelectual y político José Núñez de Cáceres, quien además de ser rector, fue una figura central en el movimiento independentista dominicano. Núñez de Cáceres lideró la proclamación de la independencia del país en diciembre de 1821, en un breve intento por establecer el Estado Independiente del Haití Español, aunque este proyecto fue interrumpido por la unificación de la isla bajo dominio haitiano en 1822.
La ocupación haitiana impuesta por Jean-Pierre Boyer implicó la centralización del poder, la imposición de nuevas estructuras administrativas, y la militarización del país. Muchos estudiantes de la universidad fueron reclutados para el servicio militar, lo que provocó una nueva suspensión de las actividades académicas. Además, la universidad no se alineaba con el modelo educativo y político promovido por el nuevo gobierno, lo que contribuyó a su clausura definitiva durante este período.
Tras la proclamación de la independencia de la República Dominicana en 1844, surgió un renovado interés por parte de los sectores ilustrados y reformistas del país en restaurar la universidad como símbolo de continuidad histórica, identidad cultural y soberanía nacional. Esta voluntad se materializó el 16 de junio de 1859, cuando el entonces presidente Pedro Santana promulgó una ley que restablecía la antigua Universidad de Santo Domingo.
El nuevo proyecto retomó la estructura académica de inspiración medieval, organizando la universidad en cuatro facultades tradicionales: Filosofía, Jurisprudencia, Ciencias Médicas y Sagradas Letras. La institución quedó adscrita a la Dirección General de Instrucción Pública, bajo la supervisión de la Secretaría de Estado correspondiente, consolidándose como un organismo público dependiente del gobierno central. Este restablecimiento marcó el inicio de una nueva etapa en la educación superior dominicana, con carácter laico y estatal, y con el compromiso de contribuir al desarrollo intelectual y profesional del país recién emancipado.
Sin embargo, a pesar del marco jurídico que reabría la universidad, las condiciones políticas y sociales del momento impidieron su funcionamiento efectivo. La disposición legal de 1859 no se tradujo en una reapertura práctica debido a la inestabilidad nacional.
Posteriormente, el 31 de diciembre de 1866, se creó por decreto el Instituto Profesional, concebido como una institución moderna de educación superior. Esta entidad asumió, en la práctica, el rol de centro formador de profesionales hasta que debió cerrar sus puertas el 10 de mayo de 1891. Fue reabierto el 16 de agosto de 1895 bajo el rectorado del arzobispo Fernando Arturo de Meriño, quien también había sido presidente de la República Dominicana.
El 16 de noviembre de 1914, el presidente Ramón Báez, quien ejercía simultáneamente como Rector del Instituto Profesional, decretó la reapertura oficial de la Universidad de Santo Domingo, transfiriéndole las funciones del instituto. No obstante, la universidad volvió a suspender sus labores como consecuencia de la ocupación militar estadounidense que tuvo lugar entre 1916 y 1924, en el contexto de la Primera Guerra Mundial.
Superado este periodo, la universidad reanudó sus funciones, y fue durante la dictadura de Rafael Leónidas Trujillo cuando se materializó uno de los cambios estructurales más significativos: la construcción del campus conocido como Ciudad Universitaria. Esta nueva sede fue inaugurada el 17 de agosto de 1947, y representó una expansión sin precedentes de la infraestructura académica del país.
No obstante, durante los 31 años de la dictadura trujillista, la Universidad de Santo Domingo, al igual que otras instituciones del país, se vio privada de las libertades fundamentales necesarias para cumplir con su misión educativa. En ese periodo, la universidad se convirtió en un instrumento de propaganda política y de control ideológico, limitándose el pensamiento crítico y la autonomía institucional. Aunque se realizaron avances materiales, como la adquisición de terrenos y la edificación del nuevo campus, estos progresos se vieron opacados por la subordinación de la universidad al régimen autoritario.
Autonomía y nueva etapa institucional
Tras la muerte del dictador Rafael Leónidas Trujillo en mayo de 1961, la República Dominicana entró en un proceso de apertura política que también impactó el ámbito universitario. Ese mismo año, el 31 de diciembre de 1961, se promulgó la Ley No. 5778, que otorgó a la Universidad de Santo Domingo autonomía académica, administrativa y financiera, marcando un hito en su evolución institucional.
A partir de esta disposición legal, la universidad adquirió la capacidad de gobernarse a sí misma, sin interferencias ideológicas del Estado, lo que le permitió redefinir su misión de acuerdo con principios democráticos, pluralistas y al servicio del desarrollo nacional. Esta nueva etapa consolidó a la institución como un espacio de pensamiento crítico, producción científica y formación de ciudadanos comprometidos con el progreso del país.
Fue en este contexto que la universidad adoptó formalmente el nombre de Universidad Autónoma de Santo Domingo (UASD), reafirmando su vocación pública y su independencia como principal centro de educación superior en la República Dominicana.
La autonomía implicaba un nuevo reto: después de más de tres décadas bajo el férreo control del régimen trujillista —contrario a toda forma de pensamiento crítico y libertad académica—, no fue fácil para la universidad ejercer plenamente las libertades recién adquiridas. El proceso de reapropiación del pensamiento independiente y del autogobierno institucional fue progresivo, y demandó de sus actores una profunda transformación cultural y organizativa. Sin embargo, esta nueva etapa abrió las puertas para que la universidad se convirtiera en un organismo imparcial, capaz de formar profesionales y ciudadanos comprometidos con el desarrollo cultural, científico y económico del país.
El 17 de febrero de 1962, se eligieron las primeras autoridades universitarias bajo el régimen de autonomía, lo que marcó el inicio de un modelo participativo en la vida institucional de la UASD. La misma Ley 5778 también consagraba el fuero universitario, una figura que garantizaba el respeto a la integridad del recinto universitario como espacio autónomo y de libre pensamiento.
No obstante, ese avance fue interrumpido temporalmente cuando el gobierno de facto del Triunvirato, instalado tras el golpe de Estado de 1963, suprimió el fuero universitario mediante la Ley No. 292, promulgada el 12 de junio de 1964. Este retroceso generó nuevas tensiones entre la universidad y el poder político, reavivando la lucha por la defensa de su autonomía y su función social.

## Controversia sobre la primera universidad de América
Véase también: Controversia sobre la primera universidad de América
Existe una controversia en la calificación de la Universidad Nacional Mayor de San Marcos (UNMSM) como la institución de educación superior más antigua de América. Los argumentos de San Marcos son dos: el ser la primera universidad creada por mandato de la Corona española (real provisión) y por ser la única de las fundadas durante el siglo XVI que ha operado sin interrupciones hasta el día de hoy. Esto último resulta de relevancia, debido a que muchas universidades americanas fueron cerradas durante las guerras de independencia o, con posterioridad, debido a conflictos internos.
La Universidad Autónoma de Santo Domingo argumenta su prioridad entre las universidades de América basándose en la bula In Apostolatus Culmine de Paulo III del 28 de octubre de 1538, la cual no contó con el pase regio del rey Carlos I de España, ya que este no se incorporó hasta 1539, un año después de su fundación. Por lo tanto, quedó jurídicamente establecida, especialmente considerando el principio de no retroactividad de la ley (un principio fundamental del derecho).

## Facultades y Escuelas

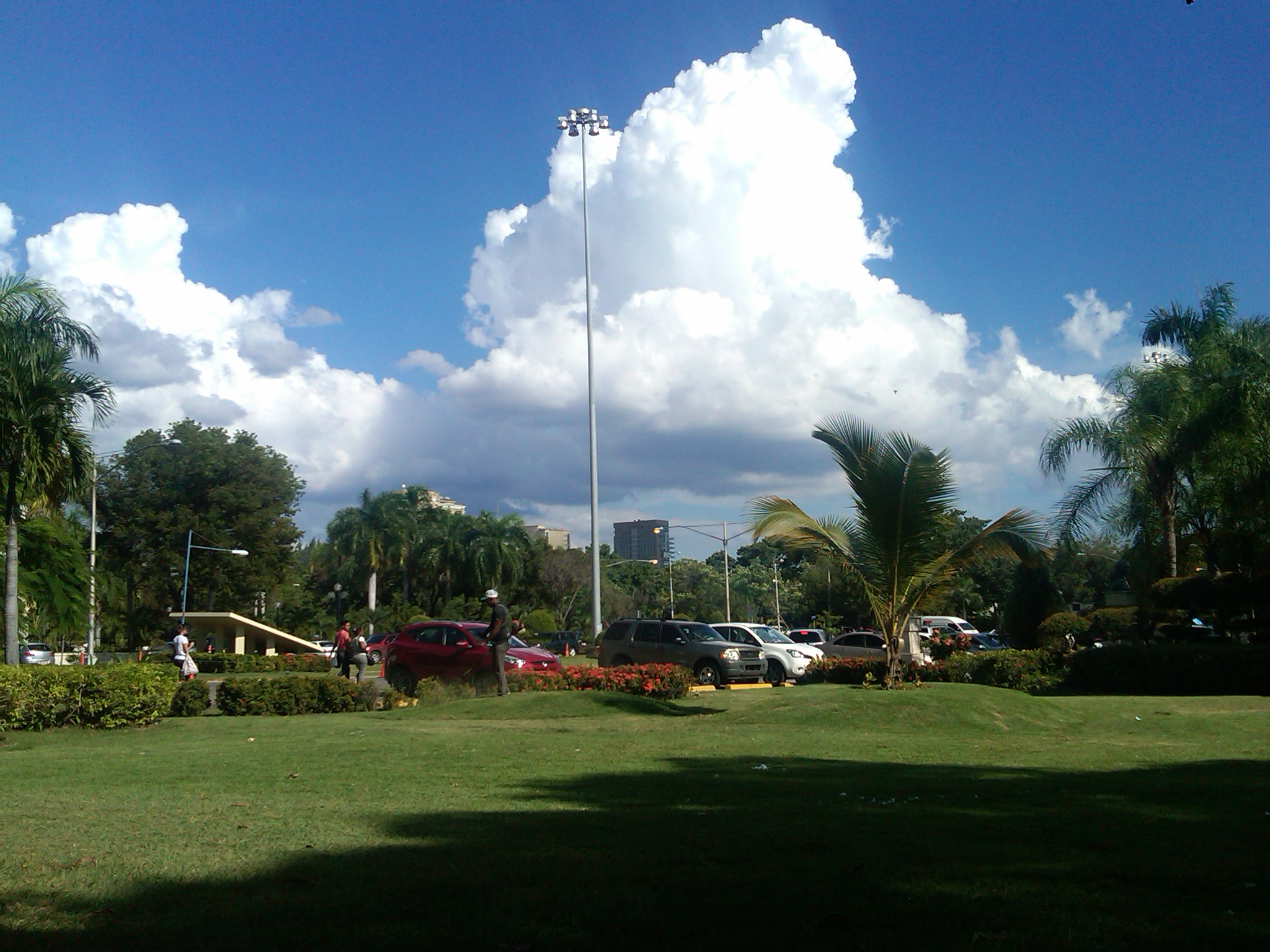
Jardín de la rectoría.

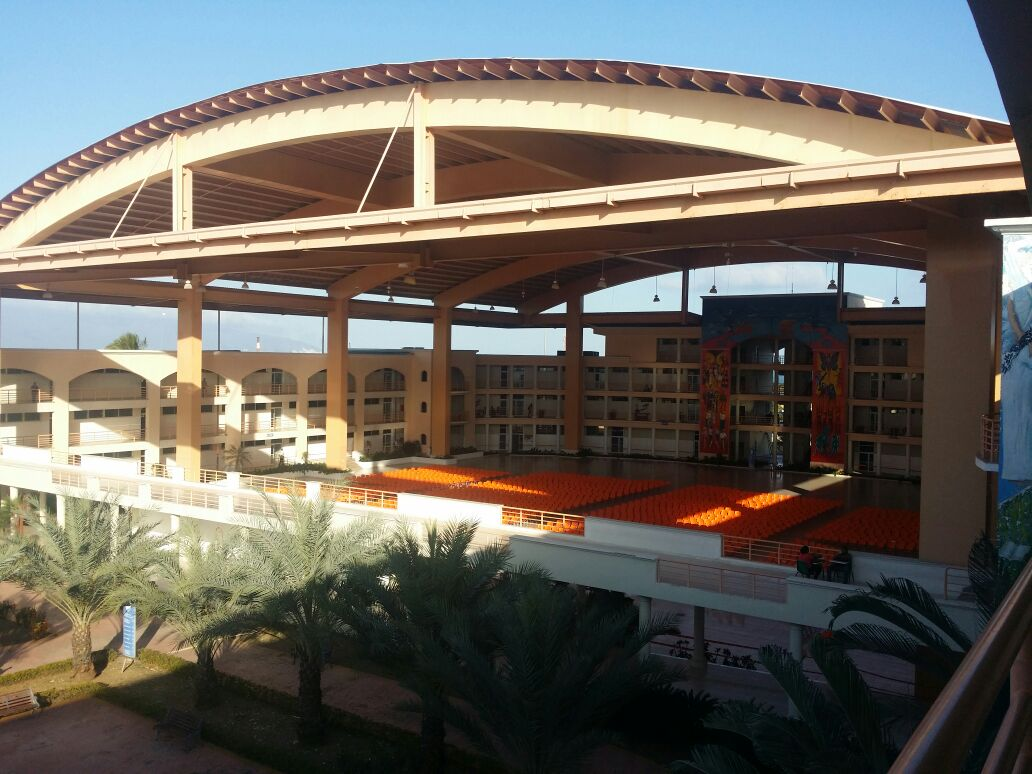
Campo de graduaciones en la sede de Barahona.

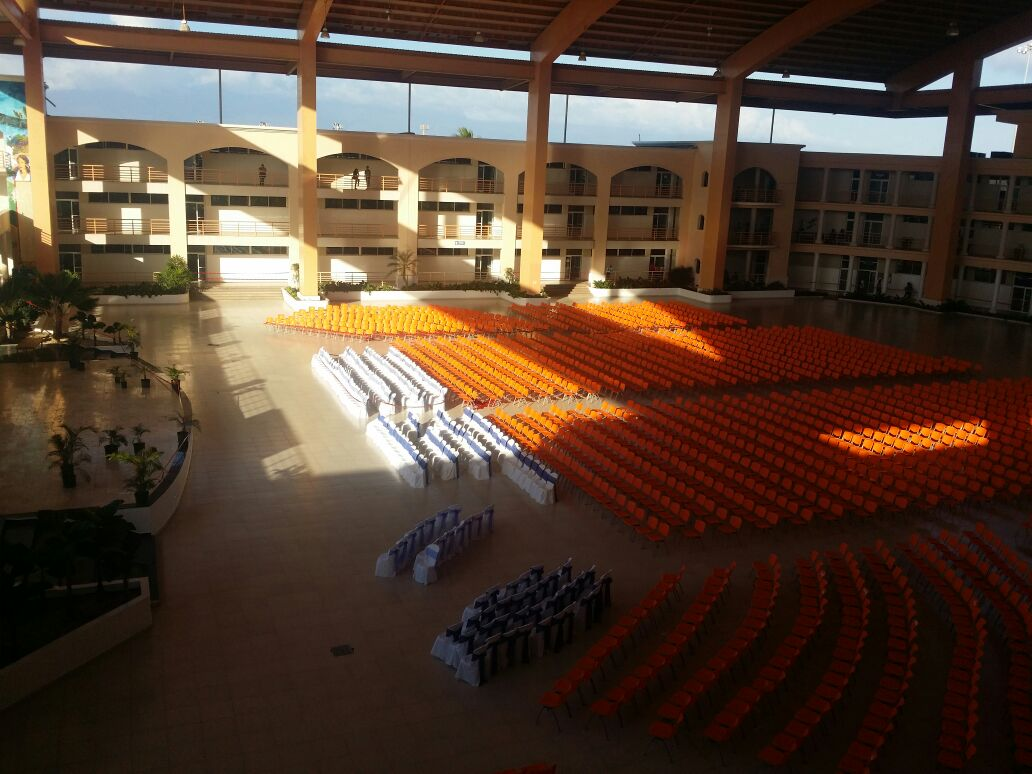
Campo de graduaciones en la sede de Barahona.

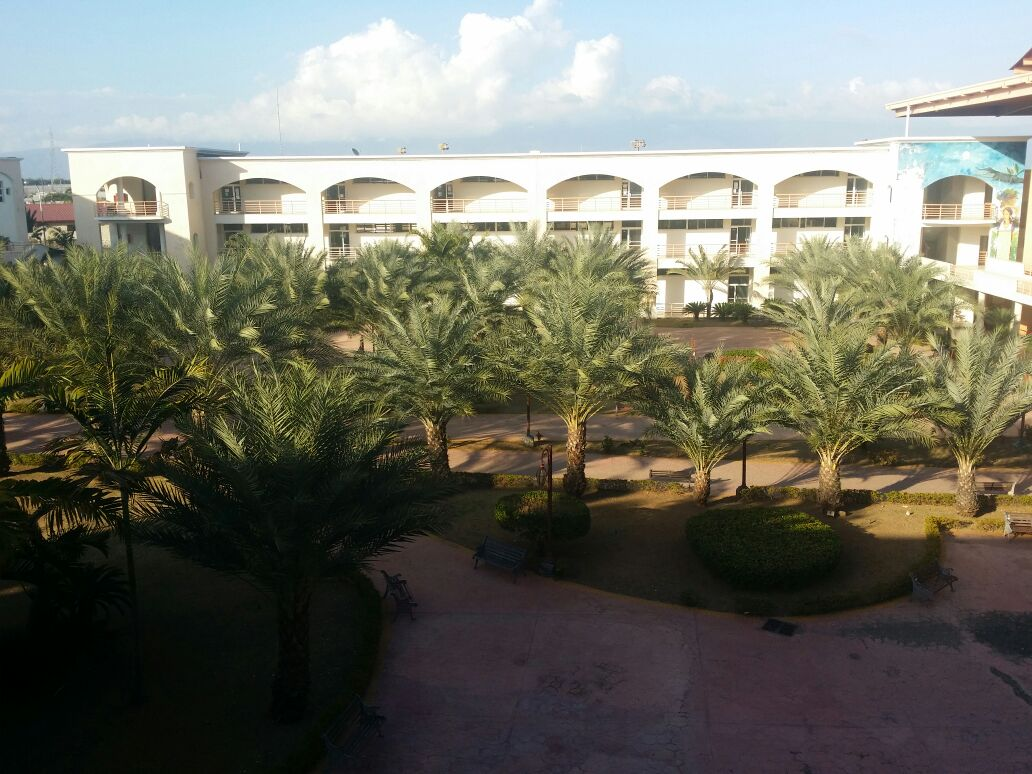
Parque central en la sede de Barahona.

| Facultad de Ciencias Agronómicas y Veterinarias - Agronomía - Zootecnia - Veterinaria Facultad de Ingeniería y Arquitectura - Arquitectura - Agrimensura - Ingeniería Civil - Ingeniería Electromecánica - Ingeniería Química - Ingeniería Industrial Facultad de Ciencias - Biología - Ciencias Geográficas - Física - Matemática - Micro biología y Parasitología - Química - Informática Facultad de Ciencias Económicas y Sociales - Administración - Contabilidad - Estadística - Economía - Sociología - Mercadotecnia | Facultad de Ciencias de la Salud - Bioanálisis - Farmacia - Enfermería - Odontología - Medicina - Salud Pública - Ciencias Fisiológicas - Ciencias Morfológicas Facultad de Educación - Teoría y Gestión Educativa - Educación Infantil y Básicas - Educación Media - Orientación y Pedagogía - Física Y Deporte - Bibliotecología Facultad de Humanidades - Comunicación Social - Filosofía - Idioma - Letras - Pedagogía - Psicología - Orientación Profesional - Escuela de Idiomas - Historia y Antropología Facultad de Artes - Crítica e Historia del Arte - Publicidad - Teatro - Música - Cine TV-Fotografía - Diseño Industrial y Moda - Artes Plásticas Facultad de Ciencias Jurídicas y Políticas - Derecho - Ciencias Políticas - Criminología |  |

## Institutos
- Instituto de Criminología
- Instituto de Filosofía
- Instituto de Historia
- Instituto de Idiomas
- Instituto de Género y Familia
- Instituto Sismológico Universitario
- Instituto de Investigaciones Antropológicas
- Instituto de Psicología
- Instituto de Agropecuaria
- Estudio de Enfermedades Zoonóticas
- Centro de Adiestramiento Lechero (CAL)
- Investigación de biología marina (CIBIMA)
- Instituto de Física (IF)
- Instituto Geográfico universitario (IGU)
- Instituto de Investigaciones botánicas y zoológicas (IIBZ)
- Instituto de Matemática (INSMAD)
- Microbiología y parasitología (IMPA)
- Instituto de Química (IQUASD)
- Instituto de Energía
- Instituto de Urbanismo

## Instituto Sismológico Universitario
El Instituto fue creado mediante resolución del Consejo Universitario n.° 244 de fecha 18 de septiembre de 1981. De acuerdo a la ley 147-02 es parte del Sistema Nacional de Prevención, Mitigación y Repuesta ante Desastres. En la actualidad el ISU cuenta con un equipo de 20 personas distribuidas así: 13 personal científico y técnico, 5 pertenecen al área administrativa o de apoyo y 2 BET. En este personal se cuenta con 3 investigadores y dos auxiliares de investigación.

## Biblioteca Pedro Mir

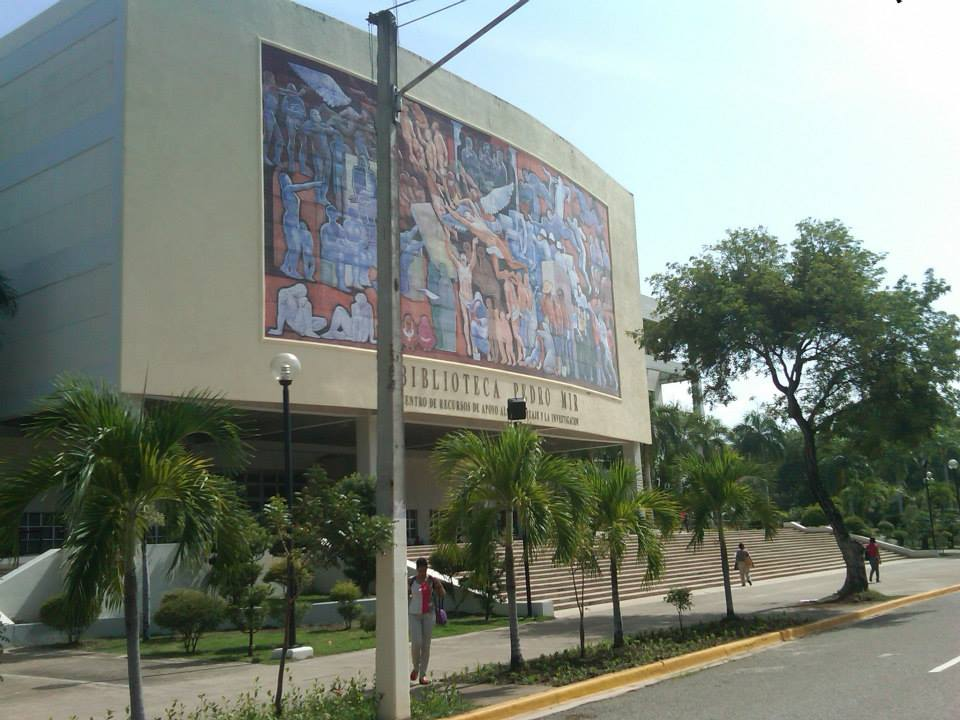
Biblioteca Pedro Mir.

El edificio de la biblioteca Pedro Mir de la UASD fue concebido con el objetivo de fungir como un Centro de Recursos para el Aprendizaje y la Investigación (CRAI) al servicio de la UASD y del país. Ser un medio de consulta para investigadores nacionales e internacionales interesados en los problemas de la hispanidad y el Caribe.
En el primer nivel se encuentra la recepción al proyecto y la integración formal y espacial al campus. En él se ubican: la explanada vestibular, auditorios y oficinas administrativas.
En el segundo y tercer nivel se ubican las salas de lecturas y multiusos para la docencia del postgrado.
En el cuarto nivel corresponde la investigación y la extensión, expresión de autoformación y profundización. Se ubica en este nivel las salas especializadas y los espacios destinados a la investigación.
El cuerpo central (Depósito de las colecciones) destacado por su fuerza volumétrica y su ubicación privilegiada, es resaltado por un mural, constituyéndose en el factor de atracción como síntesis de la expresión del contenido del edificio.

## Estancia Infantil
El Centro De Desarrollo Educativo Jardín Infantil Progresando o estancia infantil para niños(as) es una estancia ubicada dentro del recinto universitario, bajo el cuidado y la supervisión de un equipo especializado de profesionales del área.
Este programa contempla ofrecer la supervisión, cuidado y estimulación de las áreas del desarrollo psicológico a los niños y niñas desde tres meses hasta seis años de edad, hijos(as) de las madres estudiantes de escasos recursos de la universidad.

## Examen Nacional Único para Residencias Médicas (ENURM)
La Universidad Autónoma de Santo Domingo, como la principal institución de educación superior pública de la República Dominicana, desempeña un papel central en la organización y ejecución del Examen Nacional Único para Residencias Médicas (ENURM). Esta evaluación es un requisito fundamental para los médicos que aspiran a ingresar a los programas de especialización médica del país. La UASD, en colaboración con el Ministerio de Salud Pública, se encarga de coordinar el diseño, administración y supervisión del examen, garantizando un proceso riguroso, transparente y basado en criterios académicos y científicos. 
Además de su responsabilidad operativa, la UASD contribuye al desarrollo del contenido del ENURM mediante la participación de su cuerpo docente en la elaboración de preguntas y la validación del banco de ítems. A través de esta función, la universidad asegura que el examen refleje las competencias clínicas y los conocimientos fundamentales que debe poseer un médico general para acceder a la formación especializada. De esta manera, la UASD no solo respalda la calidad del proceso de selección, sino que también fortalece su compromiso con la formación médica y el desarrollo del sistema de salud dominicano. 

## Editora Universitaria
La Editora Universitaria es la dependencia administrativa de servicios, que está destinada a centralizar, promover, dirigir y realizar la edición e impresión de los textos y otras publicaciones de profesores, investigadores y alumnos, obras que requiere la Universidad para cumplir sus funciones de docencia, investigación,  extensión y postgrado.

## Recintos Regionales
- UASD - Baní
- UASD - Barahona
- UASD - Bonao
- UASD - Duvergé
- UASD - Hato Mayor
- UASD - Higüey
- UASD - La Romana
- UASD - La Vega
- UASD - Nagua
- UASD - Neiba
- UASD - Puerto Plata
- UASD - Samaná
- UASD - San Cristóbal
- UASD - San Francisco de Macorís
- UASD - San Juan de la Maguana
- UASD - San Pedro de Macorís
- UASD - Santiago
- UASD - Santiago Rodríguez
- UASD - Mao

## Recintos en Santo Domingo
- AB: Máximo Aviles Blonda
- JJ: Juan Isidro Jimenes
- OD: Orientación Institucional
- UP: Unión Panamericana
- LE: Liceo Experimental
- IM: Cristo de los Milagros
- CL: Los Clavelines

### Antonio de la Maza
- AN: Activo 20-30

### Albert Thomas
- AO: Subcentro de las Caobas (Prolongación 27 de febrero)
- BL: Laboratorio de bioanálisis

### Campus universitario
- CD: Campo deportivo
- CJ: Ciencia jurídica
- CO: Centro olímpico

## Autoridades
- Rector: Editrudis Beltrán Crisostomo
- Vicerrector Docente: Alejandro Ozuna Morla
- Vicerrector Administrativo: Pablo Valdez
- Vicerrector de Investigación y Postgrado: Dr. Mauro Canario
- Vicerrector de Extensión: Antonio Medina Calcaño
- Secretario general: Juan Antonio Cerda Luna